# Michael White (Fußballspieler, 1987)
Michael White (* 8. Januar 1987 in Llanelwy (engl. St Asaph), Nordwales) ist ein neuseeländischer Fußballspieler.

## Karriere
White spielte während seiner Jugendzeit bei Richmond und Nelson Suburbs im Norden der neuseeländischen Südinsel. Ab 2005 spielte er bei Canterbury United, ehe er im Sommer 2006 ein Angebot des neuseeländischen A-League-Klubs New Zealand Knights annahm und in der Saison 2006/07 zu insgesamt 11 Einsätzen kam, davon jedoch nur einer von Beginn an. Nach der Auflösung des Teams am Saisonende spielte der U-17- und U-20-Auswahlspieler kurze Zeit bei Waitakere United, bevor er nach England ging, mit dem Versuch einen Vertrag bei einem Klub der Football League zu erhalten. Dieses Vorhaben scheiterte und er kam letztlich beim walisischen Rhyl FC in der League of Wales unter.
Am Saisonende verlängerte er seinen Vertrag mit Rhyl nicht und war einige Zeit vereinslos. Seit 2009 steht er in der regionalen neuseeländischen Spielklasse Central Premier League bei den Miramar Rangers unter Vertrag, in der Saison 2010/11 trat er für YoungHeart Manawatu in der New Zealand Football Championship an. Mitte 2011 schloss er sich dem Team Wellington an, die letzten Spiele der Saison 2011/12 bestritt er für Canterbury United. Dem Klub gehörte er mit Unterbrechungen bis zum Jahr 2016 an. Weitere Stationen waren Cashmere Technical, Christchurch United und zuletzt 2022 bei Ferrymead Bays.